# Нитрат магния
Нитрат магния Mg(NO3)2 — бесцветные гигроскопичные кристаллы с кубической решеткой (а = 0,748 нм, пространств. группа Ра3); температура плавления 426 °C (с разложением); С°р 141,9 Дж/(моль. К); DH0обр −792,8 кДж/моль, DG0обр −591,4 кДж/моль. Выше 300 °C начинает разлагаться на MgO и оксиды азота. Растворимость в воде (г в 100 г): 73,3 (20 °C), 81,2 (40 °C), 91,9 (60 °C). Растворим также в этаноле, метаноле, жидком NH3. Из водных растворов в зависимости от концентрации кристаллизуются нона-, гекса- и дигидраты.
Известен также метастабильный тетрагидрат. Гексагидрат — бесцветные кристаллы. Существует в трёх модификациях. При —13-66 °C устойчива форма с моноклинной решёткой (а = 0,619 нм, b = 0,127 нм, с = 0,666 нм, b = 93°, пространств. группа P21/c); т. пл. 90 °C; плотность 1,46 г/см3; DH0пл 41,0 кДж/моль, DH0обр −2614,7 кДж/моль; S0298 427 Дж/(моль. К); уравнение температурной зависимости давления пара Н2О над твёрдым веществом: lgр(мм рт. ст.) = 10,0372 — 3088/Т (293—323 К); выше 90 °C обезвоживается до дигидрата, затем происходит отщепление воды с частичным гидролизом и разложение до MgO. Дигидрат — бесцветные кристаллы с моноклинной решёткой (а = 0,581 нм, b = 0,599 нм, с = 0,865 нм, b = 90,7°, пространств. группа Р21/с); т. пл. 130 °C; плотн. 2,02 г/см3; DH0обр −1411,4 к Дж/моль; S0298 251 Дж/(моль⋅К).
Магния нитрат образует с N2O4 аддукт состава Mg(NO3)2.N2O4, разлагающийся выше 50 °C, а также амины [Mg(NH3)J(NO3)2 и двойные соли с нитратами др. металлов. Безводный магния нитрат получают взаимодействием Mg с N2O4 с последующим отщеплением N2O4, гидратированный — реакцией MgCO3 или MgO с разбавлением HNO3. Гексагидрат — исходное соединение при синтезе MgO особой чистоты, нитратов других металлов, а также разложении соединений Mg;
30-40% растворы нитрата магния технической чистоты, получаемые азотнокислотным разложением магнийсодержащего сырья (чаще, каустического магнезита или брусита) нашли применение в производстве концентрированной азотной кислоты (как обезвоживающий агент) и гранулированной аммиачной селитры (как модифицирующая добавка).
Компонент сложных удобрений, поскольку магний входит в состав хлорофилла, который необходим для фотосинтеза, способствует повышению активности многих ферментов и выступает в роли транспортера фосфора. Высокая растворимость и низкая электропроводность делают продукт исключительно подходящим для листовой подкормки и фертигации, особенно при использовании оросительных вод с высокой концентрацией солей. Удобрение используется для корневого и некорневого питания овощных, ягодных, плодовых культур, винограда; окислитель в пиротехнических составах.
Применение нитрата магния, как удобрения, в кристаллической или гранулированных формах, несмотря на содержание в его составе двух питательных компонентов в водорастворимой форме - собственно, магния и азота (в виде нитрат-иона), и высокую агрохимическую эффективность, существенно ограничивается значительной гигроскопичностью продукта и повышенной склонностью к слёживаемости при хранении и транспортировке.